# Graphania juncicolor
Graphania juncicolor là một loài bướm đêm trong họ Noctuidae.